# Thomas Gould (Politiker)

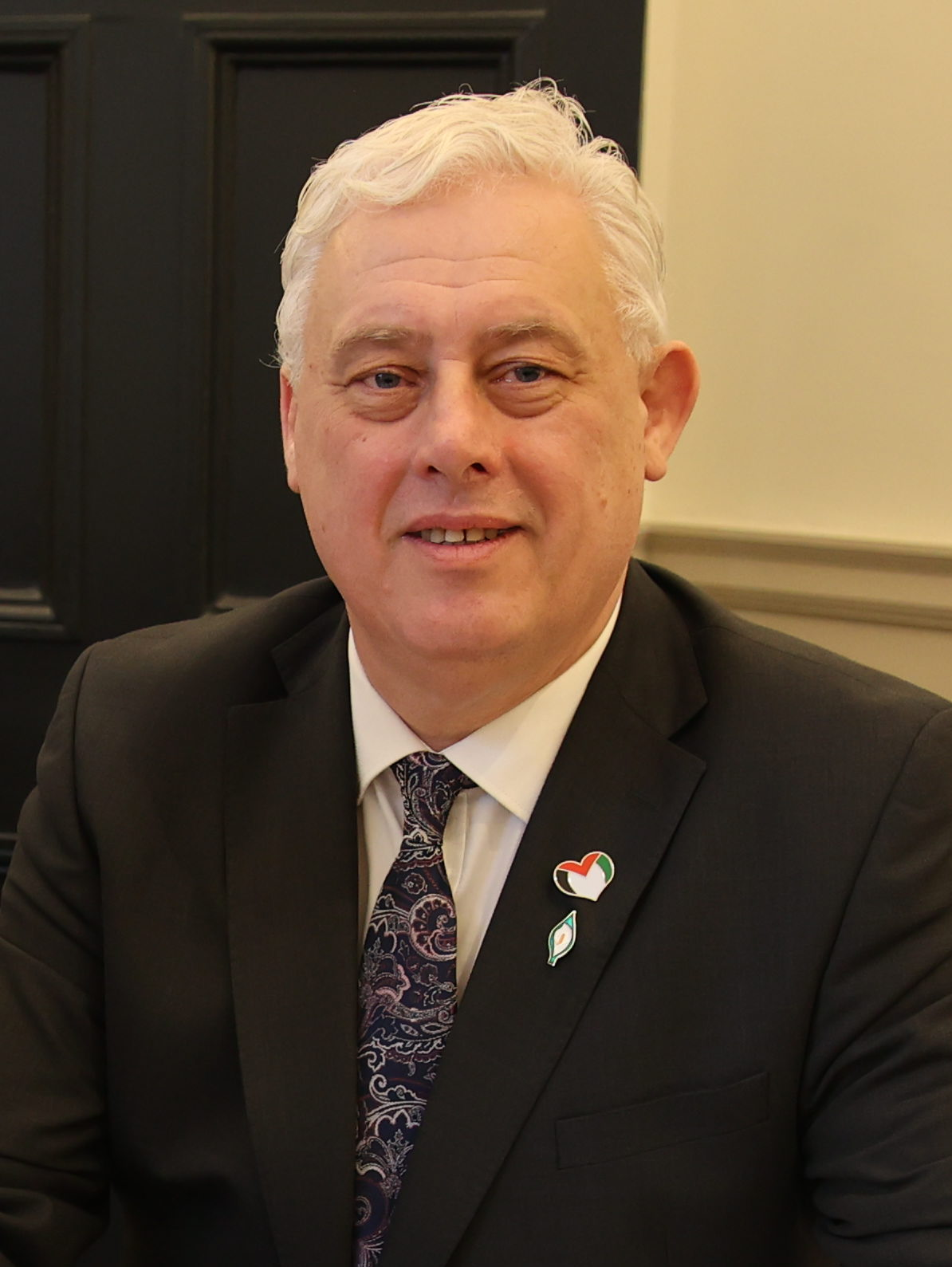
Thomas Gould (2024)

Thomas Gould (* Juli 1968 in Cork) ist ein irischer Politiker der Sinn Féin, der seit Februar 2020 Abgeordneter im Dáil Éireann ist.

## Leben
Thomas Gould wuchs im Vorort Knocknaheeny von Cork auf und arbeitete als Speditionskaufmann. 
2009, 2014 und 2019 wurde er für Sinn Féin in den Cork City Council gewählt. 
Bei den Wahlen zum Dáil Éireann 2016 trat er als Kandidat der Sinn Féin im Wahlkreis Cork North-Central an, erreichte aber nicht genügend Stimmen. Auch bei den Nachwahlen 2019 war er nicht erfolgreich. Bei den Wahlen 2020 gelang es ihm aber, einen Sitz zu erringen, den er in den Wahlen 2024 verteidigte.
2025 wurden Betrugsvorwürfe gegen Gould erhoben, die er vehement zurückweist.

## Privates
Thomas Gould ist verheiratet und hat zwei Kinder.